# Uppåkra socken
Uppåkra socken i Skåne ingick i Bara härad och ingår sedan 1971 i Staffanstorps kommun, från 2016 inom Uppåkra distrikt.
Socknens areal är 14,40 kvadratkilometer varav 14,38 land. År 1953 fanns här 937 invånare. Tätorterna Hjärup och Bergströmshusen samt kyrkbyn Uppåkra med sockenkyrkan Uppåkra kyrka ligger i socknen. 

## Administrativ historik
Socknen har medeltida ursprung. Namnet var före 1923 Stora Uppåkra socken.
Vid kommunreformen 1862 övergick socknens ansvar för de kyrkliga frågorna till Uppåkra församling och för de borgerliga frågorna bildades Uppåkra landskommun. Landskommunen uppgick 1952 i Staffanstorps landskommun som ombildades 1971 till Staffanstorps kommun. Församlingen införlivade 1965 Flackarps församling och utökades ytterligare 2002.
1 januari 2016 inrättades Uppåkra distrikt som med smärre undantag har samma omfattning som Uppåkra församling fick 1965 inkluderande detta sockenområde och Flackarps socken.
Socknen har tillhört län, fögderier, tingslag och domsagor enligt vad som beskrivs i artikeln Bara härad. De indelta soldaterna tillhörde Södra skånska infanteriregementet och Skånska husarregementet.

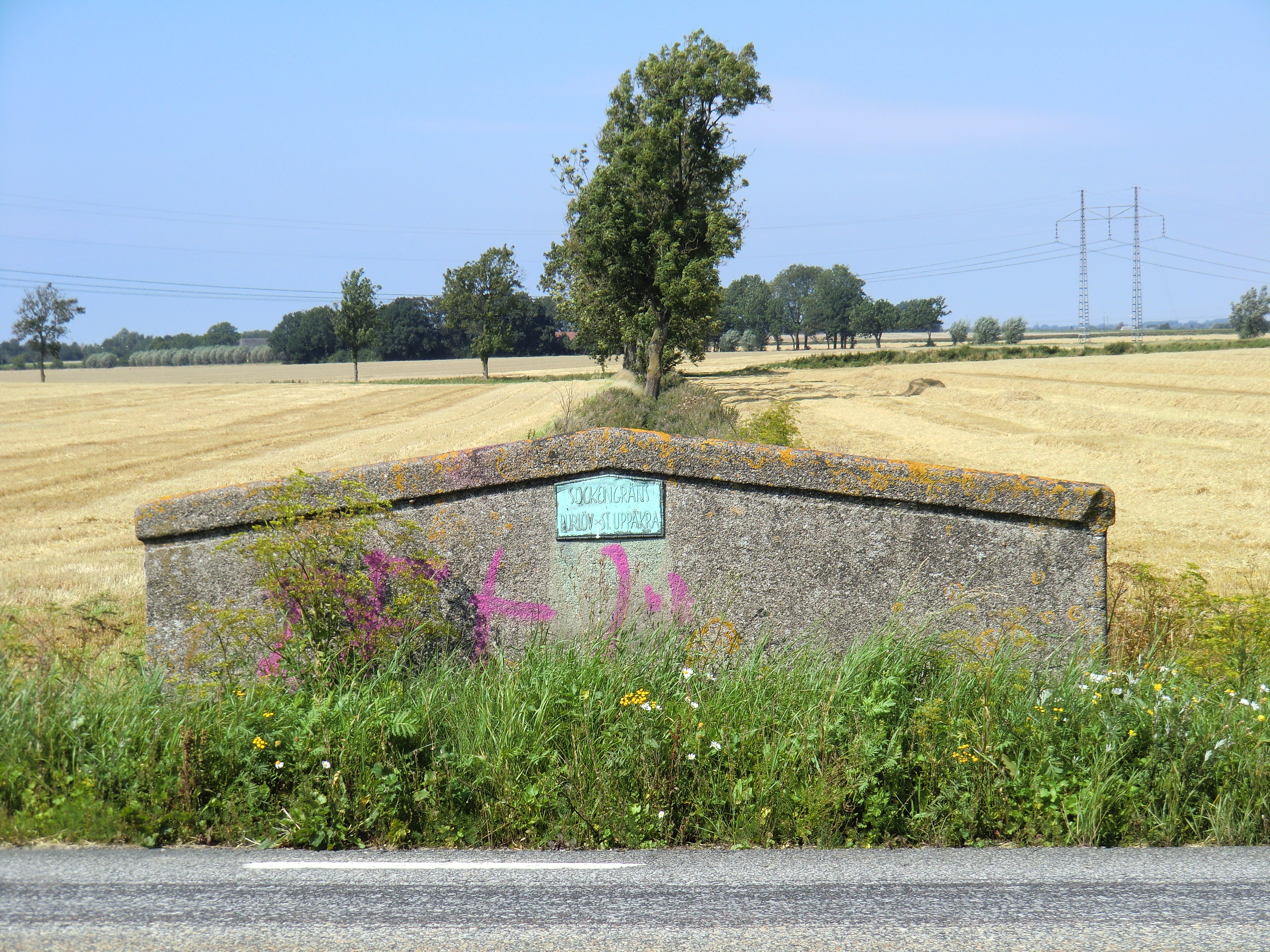
Sockengränsen mot Burlöv vid Gamla Lundavägen.

## Geografi
Uppåkra socken ligger närmast söder om Lund med Höje å i norr. Socknen är en odlad slättbygd på Lundaslätten.

## Fornlämningar
Från bronsåldern finns gravhögar. Från järnåldern finns boplatser där rika arkeologiska fynd gjorts (se Uppåkra). En runsten finns i Hjärup.

## Namnet
Namnet skrevs i mitten av 1100-talet Vpacre maiore ['stora'] och kommer från kyrkbyn. Namnet betyder 'de högt upp belägna åkrarna' kanske då i förhållande till Gullåkra..